# Feliksy Warszawskie 2006
Feliksy Warszawskie 2006 – ósma edycja nagrody przyznawanej twórcom teatrów warszawskich w pięciu kategoriach (plus nagroda specjalna). W konkursie startowały spektakle, które miały premierę między 1 września 2005 roku, a 31 sierpnia 2006 roku. O Feliksy walczyło dziewiętnaście teatrów: Ateneum, Dramatyczny, Kwadrat, Narodowy, Ochoty, Polski, Powszechny, Scena Prezentacje, Studio, Syrena, TR Warszawa, Współczesny i - po raz pierwszy - Komedia, Na Woli, Polonia, Wytwórnia, Nowy Praga, Montownia i Kinoteatr Bajka.
Organizatorem tej edycji konkursu był Teatr Studio. Jury, pod przewodnictwem aktora Adama Ferencego, obejrzało 67 zgłoszonych przedstawień.
Poniżej znajdują się czwórki nominowanych. Zwycięzcę oznaczono pogrubieniem.

## Najlepszy reżyser
Jerzy Jarocki za Kosmos według Witolda Gombrowicza (Teatr Narodowy)
Małgorzata Bogajewska za Dotyk (Teatr Powszechny)
Paweł Miśkiewicz za Alina na zachód (Teatr Dramatyczny)
Rimas Tuminas za Sługa dwóch panów (Teatr Studio)

## Najlepszy aktor w roli głównej
Zbigniew Zapasiewicz za Kosmos jako „Leon” (Teatr Narodowy)
Leon Charewicz za Norymbergę jako „Pułkownik” (Teatr Narodowy)
Marcin Hycnar za Kosmos jako „Fuks” (Teatr Narodowy)
Wojciech Malajkat za Tartuffe'a jako „Tartuffe” (Teatr Narodowy)

## Najlepsza aktorka w roli głównej
Krystyna Janda za Ucho, gardło, noż jako „Tonka Babić” (Teatr „Polonia”)
Maria Ciunelis za Pokojówki jako „Solange” (Teatr Ateneum)
Gabriela Muskała za Podróż do Buenos Aires jako „Walerka” (Teatr Dramatyczny)
Agnieszka Podsiadlik za Cokolwiek się zdarzy, kocham cię jako „Magda” (TR Warszawa)

## Najlepszy aktor w roli drugoplanowej
Krzysztof Dracz za Alina na zachód jako „Eggert” (Teatr Dramatyczny)
Franciszek Pieczka za Jana Gabriela Borkmana jako „Wilhelm Foldal” (Teatr Powszechny)
Rafał Maćkowiak za Weź, przestań jako „Agent 0,0000007" (TR Warszawa)
Andrzej Mastalerz za Sługę dwóch panów jako „Pantalone” (Teatr Studio)

## Najlepsza aktorka w roli drugoplanowej
Monika Obara za Sługę dwóch panów jako „Klarysa” (Teatr Studio)
Paulina Holtz za Dzień Walentego jako „Katia” (Teatr Powszechny)
Agnieszka Podsiadlik za Helenę S. jako „Malve” (TR Warszawa)
Anna Seniuk za Kosmos jako „Kulka” (Teatr Narodowy)

## Nagroda specjalna
Paweł Konic (pośmiertnie), 
krytyk teatralny, dytektor artstyczny Teatru Małego i dyrektor Teatru Telewizji